# منطقة بيرشتيسغادنر لاند
مِنطقَة بِيرشتَيسغَادِنر لَانْد  (بالأَلمانِيَّة: Landkreis Berchtesgadener Land) هي دائِرَة أَلمانِيَّة تَّابعة لِمُحافظة باڤارِيا العُليَا في وِلاَية باڤارِيا في جُمهُوريَّة أَلمَانيَا الاِتّحاديّة. وتضُمّ مِنطقَة بِيرشتيسغادنر ثلاثة مُدُن، وثلاثة أَسواق، وتُسع بلدَات، وبلدتين حُرَّتينِ بمِساحة تُقَدَّر بحَوالَي 840 كم².

## التّقسِيمات الإِدارِيّة
تضُمّ مِنطقَة بِيرشتَيسغَادِنر لَانْد ثلاثة مُدُن، وثلاثة أَسواق، وتُسع بلدَات، وبلدَتينِ فِي المجَال الإِدارِيِّ الحُرَّ.

## معرض الصُور

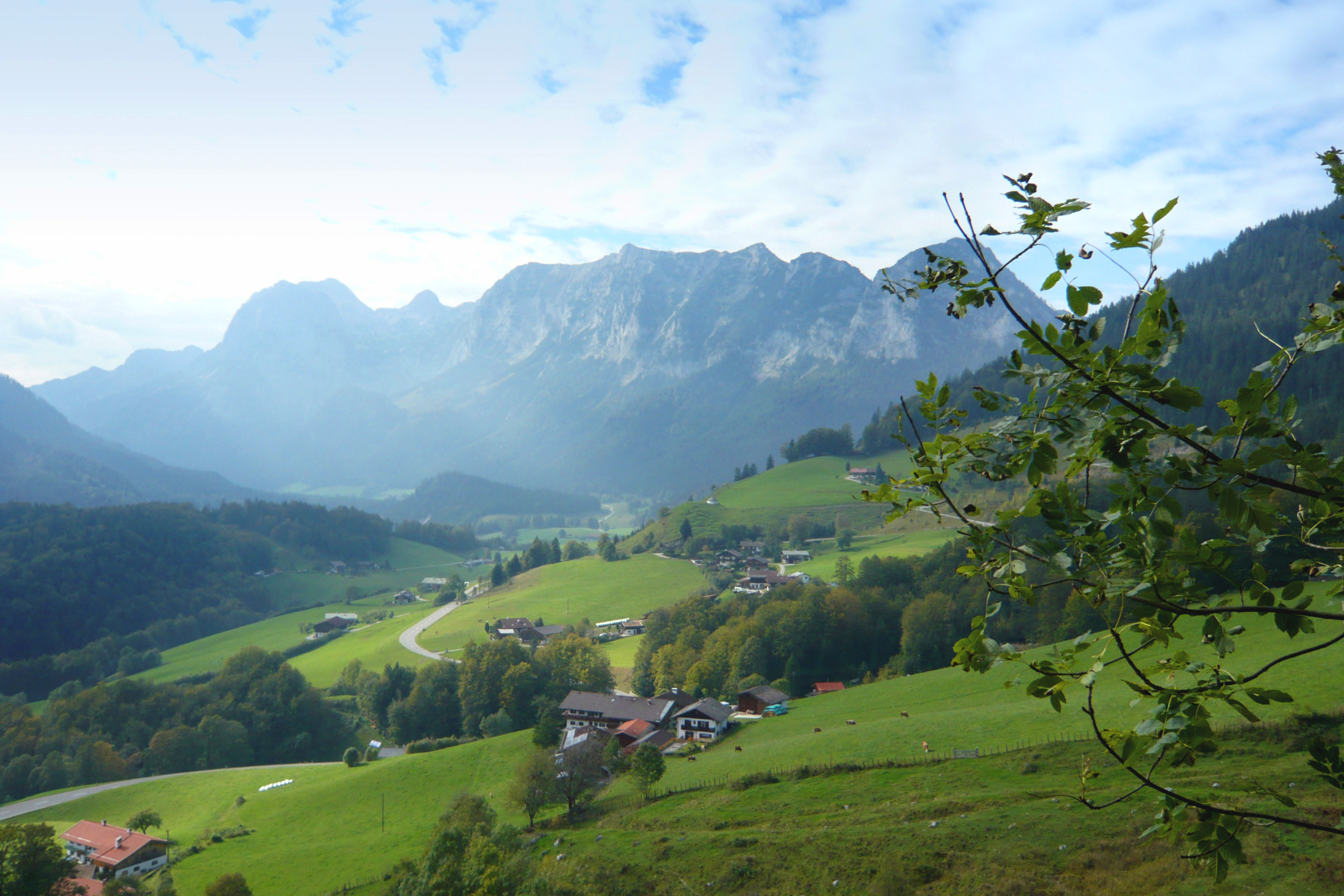
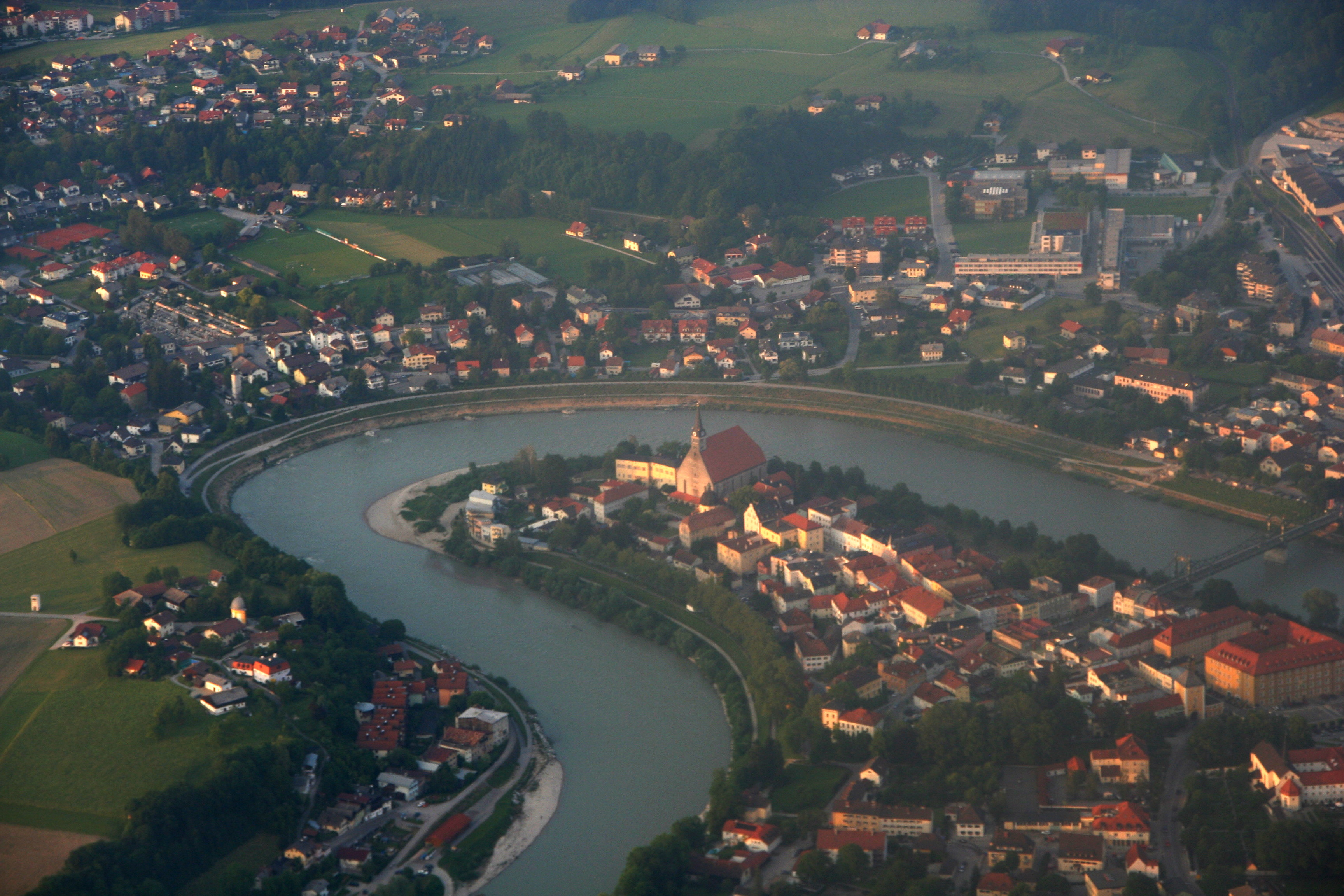
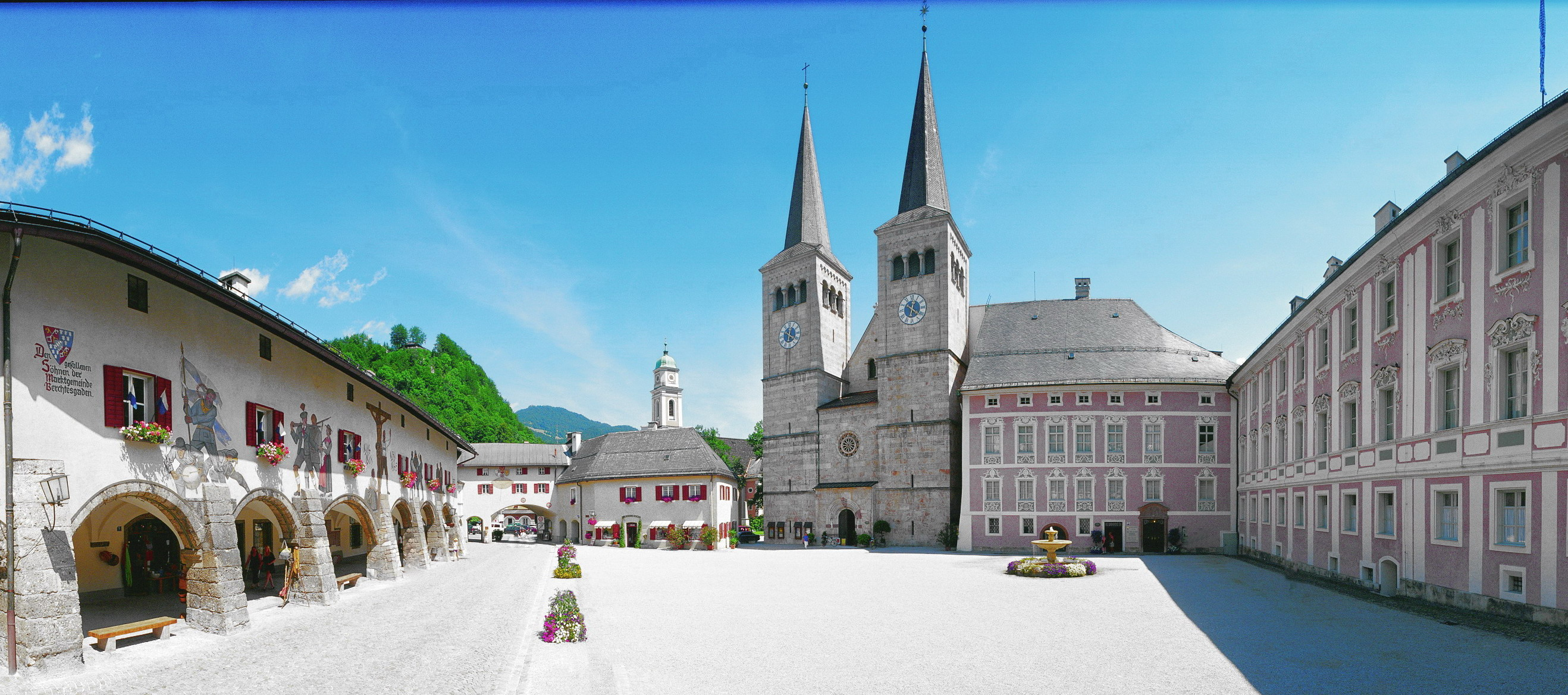
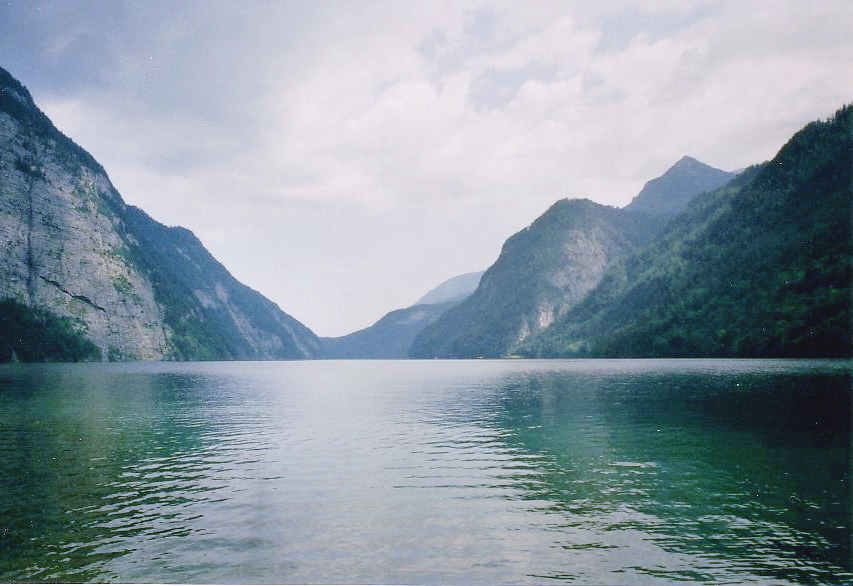

### المُدن
| اِسم المدِينة         | ٱلِٱسم بالأَلمانِيَّة       | عَدد السُكَّان | المِساحَة (كم²) |
| ------------------- | ---------------------- | ---------- | ------------- |
| مدِينة بَاد غَآيْشيِنهَآل | Stadt Bad Reichenhall  | 17٬752     | 41            |
| مدِينة فرآيْلَاسّيِنغٌ    | Stadt Freilassing      | 16٬648     | 14            |
| مدِينة لَاُوفِن         | (Stadt Laufen (Salzach | 7٬109      | 35            |

### الأَسوَاق
| اِسم السُّوق        | ٱلِٱسم بالأَلمانِيَّة        | عَدد السُكَّان | المِساحَة (كم²) |
| ---------------- | ----------------------- | ---------- | ------------- |
| سُوق بِيرشتَيسغَادِن  | Markt Berchtesgaden     | 7٬804      | 35            |
| سُوق مَاركِتشِلِّنبِيرغ | Markt Marktschellenberg | 1٬785      | 17            |
| سُوق تَآيسيِندُورف   | Markt Teisendorf        | 9٬277      | 87            |

### البلدَات
| اِسم البلدَة             | ٱلِٱسم بالأَلمانِيَّة                      | عَدد السُكَّان | المِساحَة (كم²) |
| ---------------------- | ------------------------------------- | ---------- | ------------- |
| بَلْدَة آنجِر              | (Gemeinde Anger (Berchtesgadener Land | 4٬483      | 45            |
| أَيْنرِينغٌ                | Gemeinde Ainring                      | 9٬659      | 32            |
| بَلْدَة بَايْريِش جِمأَيْن      | Gemeinde Bayerisch Gmain              | 3٬050      | 12            |
| بَلْدَة بِيشُوفسڤِيزِن        | Gemeinde Bischofswiesen               | 7٬461      | 62            |
| بَلْدَة بِيدِينغٌ            | Gemeinde Piding                       | 5٬432      | 17            |
| بَلْدَة رَامِسآو            | Gemeinde Ramsau bei Berchtesgaden     | 1٬696      | 129           |
| بَلْدَة سَآلدُورف-سُورهَآيْمّ   | Gemeinde Saaldorf-Surheim             | 5٬456      | 39            |
| بَلْدَة شنآيْزِلرُويِت        | Gemeinde Schneizlreuth                | 1٬333      | 107           |
| بَلْدَة شُونآو أَم كُونيِغزِّيه | Gemeinde Schönau am Königssee         | 5٬535      | 131           |

### البلدَات الحُرَّة
| اِسم البلدَة             | ٱلِٱسم بالأَلمانِيَّة                    | المِساحَة (كم²) |
| ---------------------- | ----------------------------------- | ------------- |
| بَلْدَة إِِيك               | Gemeindefreies Eck                  | 12            |
| بَلْدَة شِيلِينبِيرجِيْر فُورِست | Gemeindefreies Schellenberger Forst | 17            |

## مَراجع
1. 1 2 3  GeoNames (بالإنجليزية), 2005, QID:Q830106
2. ↑  Bayerisches Landesamt für Statistik, ed. (1991), Amtliches Ortsverzeichnis für Bayern (بالألمانية), München: Bayerisches Landesamt für Statistik, p. 5, QID:Q15707237
3. ↑  GeoNames (بالإنجليزية), 2005, QID:Q830106

## وصلات خارجية
- الصّفحة الرّسميّة لِمِنطقَة بِيرشتَيسغَادِنر لَانْد (بالألمانية)